# Atago-jinja (Tokyo)
Pour les articles homonymes, voir Atago-jinja.
Atago-jinja (愛宕神社) est un sanctuaire shinto situé dans l'arrondissement spécial de Minato, à Tokyo, au Japon. Il est construit en 1603 sur l'ordre du shogun Tokugawa Ieyasu. Le sanctuaire a été reconstruit en 1958.

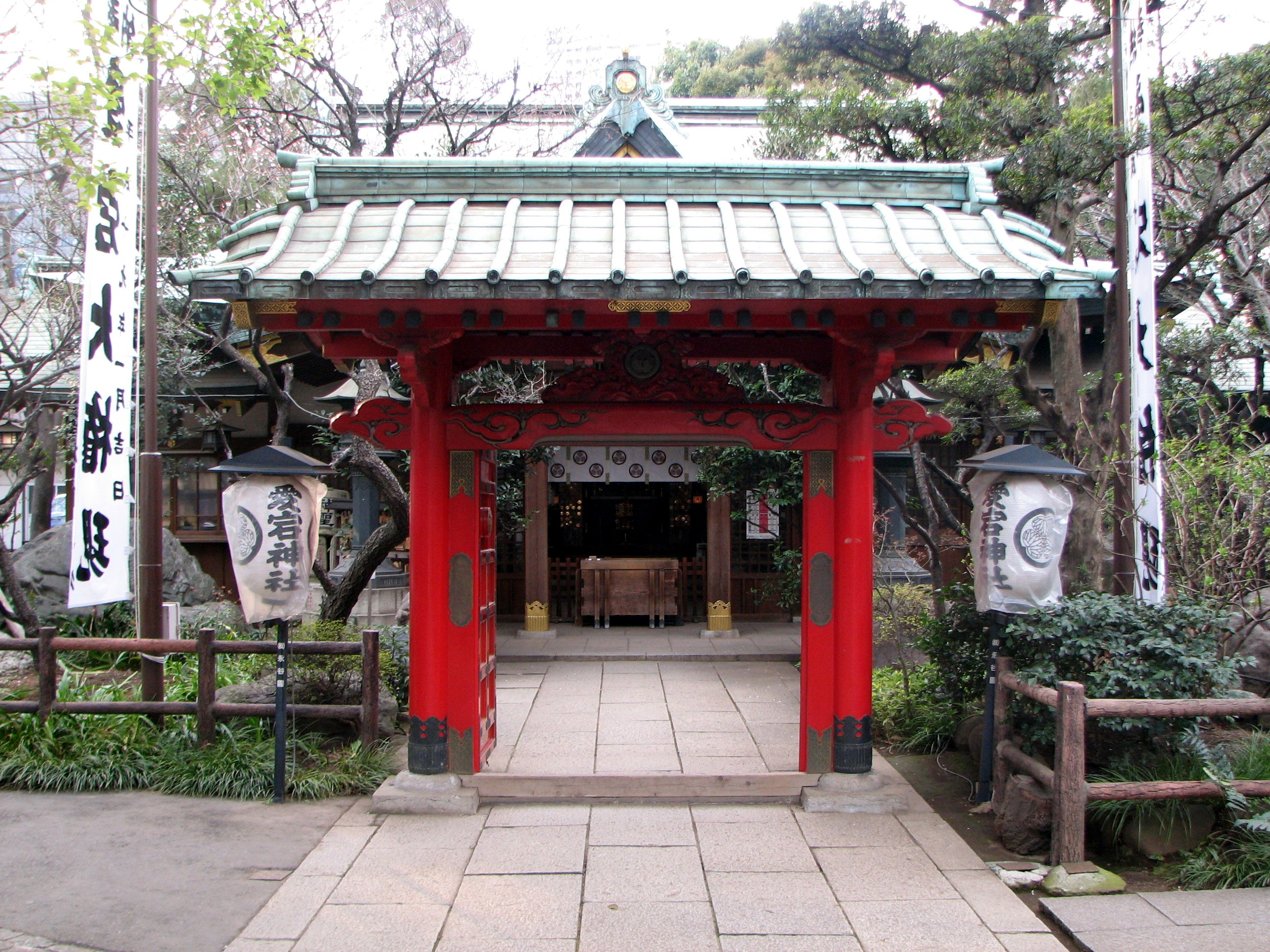
Bâtiment principal du sanctuaire Atago de Tokyo.

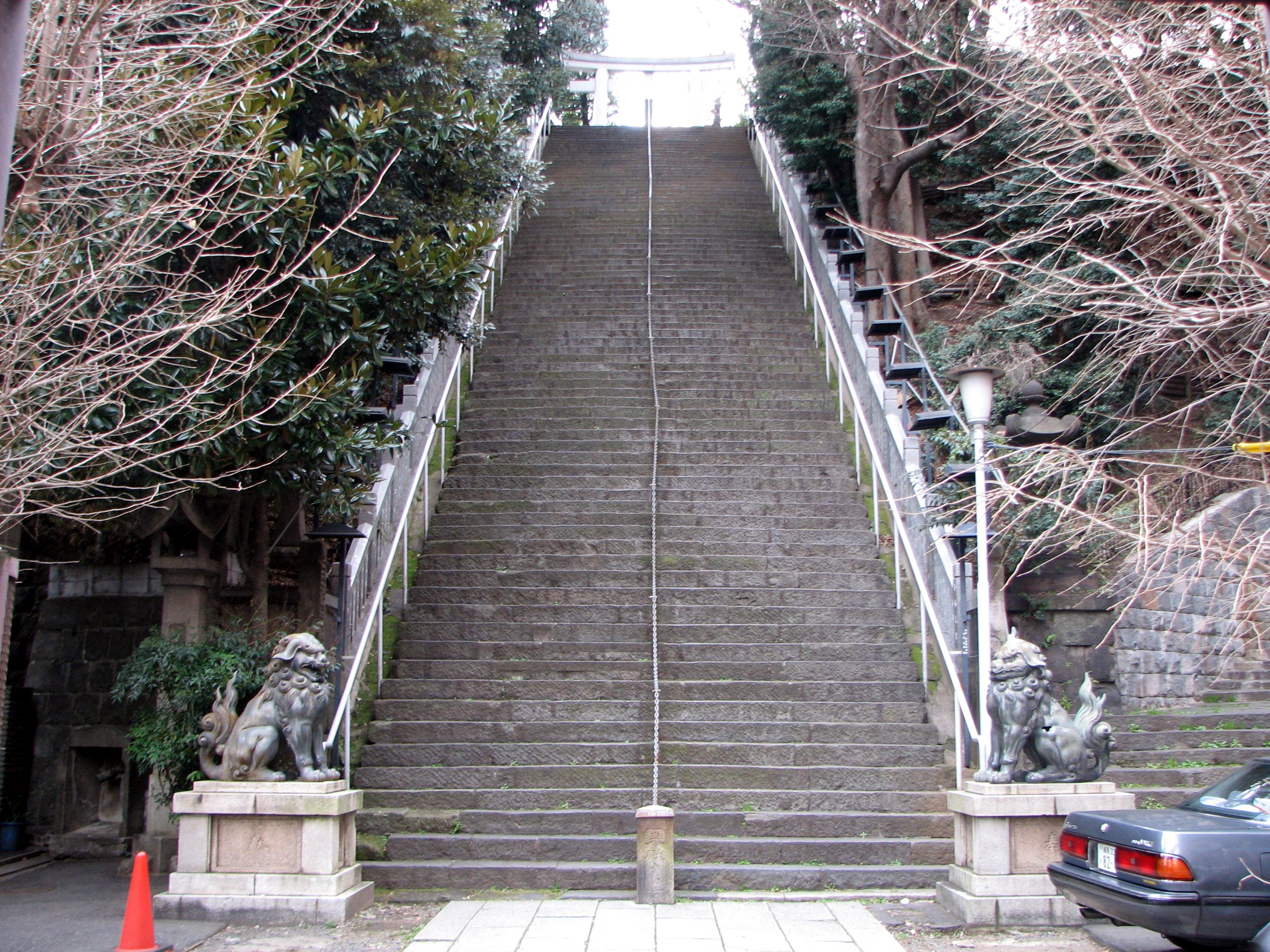
Escalier menant au sanctuaire Atago de Tokyo.

Le sanctuaire est situé sur la colline Atago, qui est à 26 mètres au-dessus du niveau de la mer. Dans les temps anciens, le sanctuaire avait une vue magnifique sur Tokyo, désormais masquée par de hautes tours. Les escaliers très raides menant au sanctuaire sont également célèbres car ils représentent le succès dans la vie.
Selon la légende, un jeune samouraï ose monter les escaliers à cheval pour apporter des fleurs de prunier au shogun. Il ne faut qu'une minute au cheval pour atteindre le sommet mais quarante-cinq minutes pour en redescendre et il est totalement épuisé au retour.
Le sanctuaire avait été érigé pour protéger les habitants contre les incendies étant donné que son point de vue était autrefois très bien adapté pour surveiller les feux. Par conséquent, le principal kami vénéré dans ce sanctuaire est le dieu du feu Homusubi no Mikoto. Les autres dieux vénérés au Atago-jinja sont Mizuhanome no Mikoto (un dieu de l'eau), Ōyamazumi no Mikoto (un dieu des montagnes) et Yamato Takeru no Mikoto (un dieu de l'armée).